# Qal'eh-ye Panjeh
Qal'eh-ye Panjeh o Qala Panja es una ciudad de Afganistán y del distrito de su nombre. Pertenece a la provincia de Badajshán.
Su población era según fuentes oficiales de 3.500 habitantes en 2006 y se estima en 2008 en 3.713.